# 依田高典
依田 高典（いだ たかのり、1965年7月29日 - ）は、日本の経済学者、京都大学大学院経済学研究科教授。専門は応用経済学。新潟県生まれ。

## 略歴

### 学歴
- 1984年 新潟県立長岡高等学校卒業
- 1989年 京都大学経済学部卒業
- 1992年 京都大学大学院経済学研究科修士課程修了、同博士後期課程理論経済学専攻進学
- 1995年 同博士後期課程単位取得満期退学[2]
- 1997年 経済学博士（京都大学）[補足 1]

### 職歴
- 1992年 日本学術振興会特別研究員 (DC1)
- 1995年 甲南大学経済学部講師
- 1997年-1998年 イリノイ大学経済学部客員研究員（兼任）
- 1998年 甲南大学助教授
- 2000年 同大学退職、京都大学大学院経済学研究科助教授
- 2001年-2002年 ケンブリッジ大学応用経済学科客員研究員
- 2007年 京都大学大学院経済学研究科教授

## 著書
- 不確実性と意思決定の経済学 限定合理性の理論と現実 日本評論社 1997.10
- ネットワーク・エコノミクス 日本評論社 2001.5
- ブロードバンド・エコノミクス 情報通信産業の新しい競争政策 日本経済新聞 2007.3
- 行動経済学 感情に揺れる経済心理 中央公論新社（中公新書）2010.2
- 次世代インターネットの経済学 岩波書店（岩波新書）2011.5.21
- 現代経済学 放送大学教育振興会（放送大学教材）2013.3.20
- 「ココロ」の経済学: 行動経済学から読み解く人間のふしぎ (ちくま新書)  2016.12.6

### 共著
- 行動健康経済学 人はなぜ判断を誤るのか 後藤励、西村周三共著 日本評論社 2009.3
- 情報通信の政策分析 ブロードバンド・メディア・コンテンツ 根岸哲、林敏彦共編著 NTT出版 2009.9

### その他
- 甲斐扶佐義編著『追憶のほんやら洞』（風媒社）2016.4.19 「北沢恒彦が慕った森島先生、森島先生が愛した北沢恒彦」